# Брентонико
Бренто̀нико (на италиански: Brentonico, на местен диалект: Brentonec, Брентонек) е малко градче и община в Северна Италия, автономна провинция Тренто, автономен регион Трентино-Южен Тирол. Разположено е на 698 m надморска височина. Населението на общината е 4020 души (към 2015 г.).